# San Zaccaria

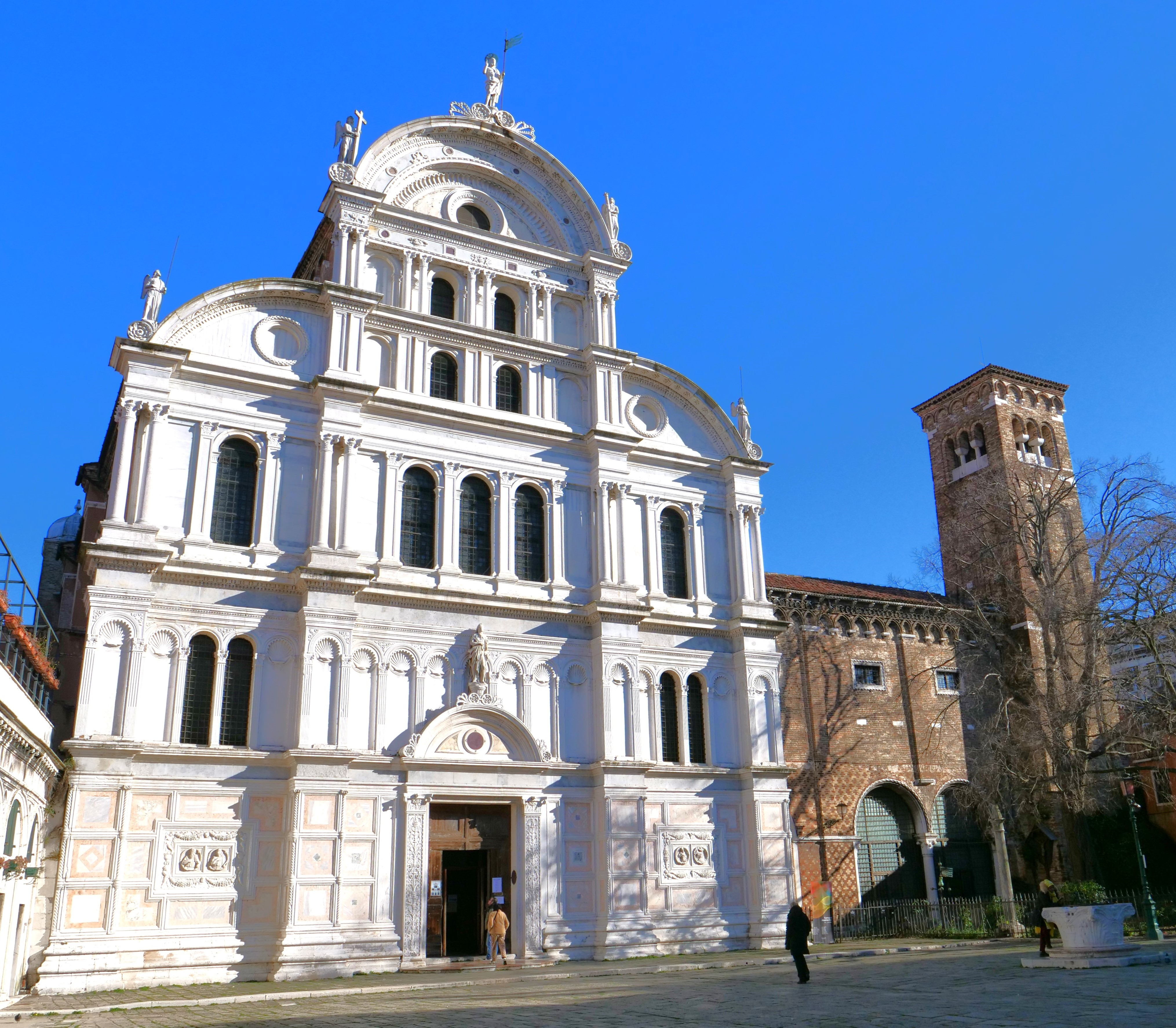
Westfassade mit Campanile, gesehen vom Campo San Zaccaria

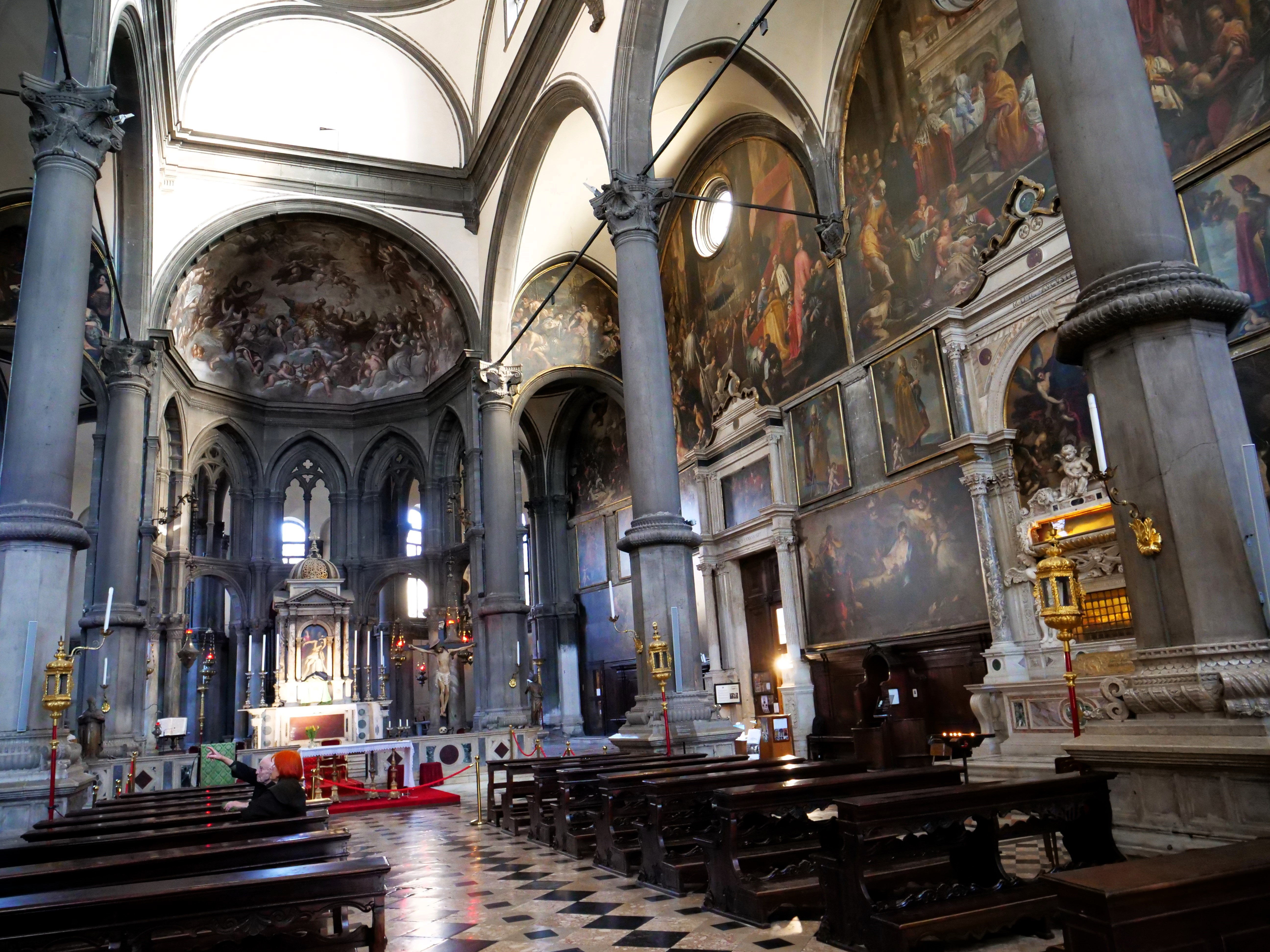
San Zaccaria, Innenansicht

San Zaccaria ist eine dem heiligen Zacharias geweihte Kirche, die zu einem gleichnamigen Nonnenkloster gehörte. Sie befindet sich im traditionellen Stadtteil (Sestiere, Stadtsechstel) Castello in Venedig. Zur Pfarrei San Zaccaria gehört auch die Basilica San Giorgio Maggiore auf der gleichnamigen Insel, obwohl die Insel zum Stadtteil San Marco gehört.

## Geschichte von Kloster und Kirche

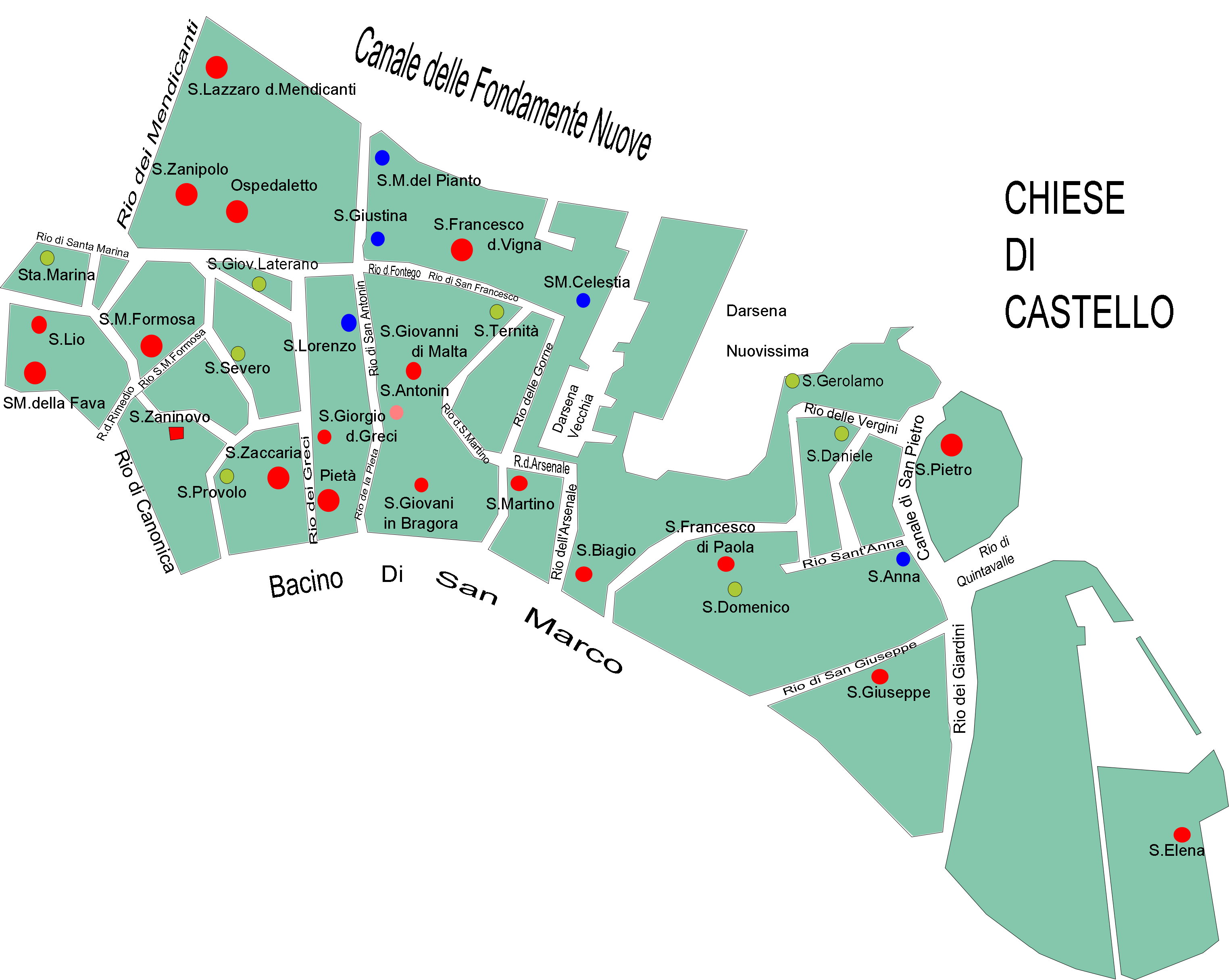
San Zaccaria im Südwesten des Sestiere Castello in der Altstadt von Venedig

Das Kloster San Zaccaria war neben dem Kloster San Lorenzo das älteste und wichtigste der venezianischen Nonnenklöster, in denen die reichen Venezianer ihre unverheirateten Töchter, ausgestattet mit einer guten Mitgift, unterbrachten. Die angebliche Gründung des Klosters durch den byzantinischen Kaiser Leo V., genannt der Armenier, ist eine Legende. Vielmehr wurde das Kloster im 9. Jahrhundert vermutlich durch den venezianischen Dogen Giustiniano Particiaco (früher Partecipazio) gegründet, in dessen Testament von 828/829 es erstmals erwähnt wird. Zwischen dem 9. und dem 12. Jahrhundert diente San Zaccaria als Grabstätte für acht Dogen. Die Äbtissinnen entstammten den einflussreichsten Familien der Stadt, so etwa Johanna, die zuvor mit einem der Dogen verheiratet gewesen war.
Nach der Einweihungsmesse 864 wurde der Doge Pietro Tradonico beim Verlassen der Kirche von Verschwörern erschlagen. Ein weiterer Doge, Vitale Michiel II., wurde am 28. Mai 1172 in unmittelbarer Nähe der Kirche ermordet.
Das Kloster war reich begütert, vor allem in der Stadt Venedig selbst, wo es Quellen des 14. Jahrhunderts zufolge 153 Häuser besaß, aber auch auf dem Festland, der Terraferma, so vor allem in Monselice im Gebiet von Padua und in Ronco im Gebiet von Verona. Sowohl das Areal, auf dem sich der Markusdom erhebt, wie auch ein großer Teil der heutigen Piazza San Marco gehörten ursprünglich zum Besitz von San Zaccaria.
Das Kloster hatte stets enge Beziehungen zu den Dogen und erfreute sich immer der Wertschätzung durch die venezianische Signoria, die das Kloster an Ostern in einer feierlichen Prozession besuchte. Im Zuge der Säkularisation durch Napoleon wurden die Klostergebäude in eine Kaserne umgewandelt, die heute von den Carabinieri genutzt wird. Die Kirche wurde von der Säkularisation nicht betroffen und dient heute als Pfarrkirche.

## Baugeschichte und Fassade

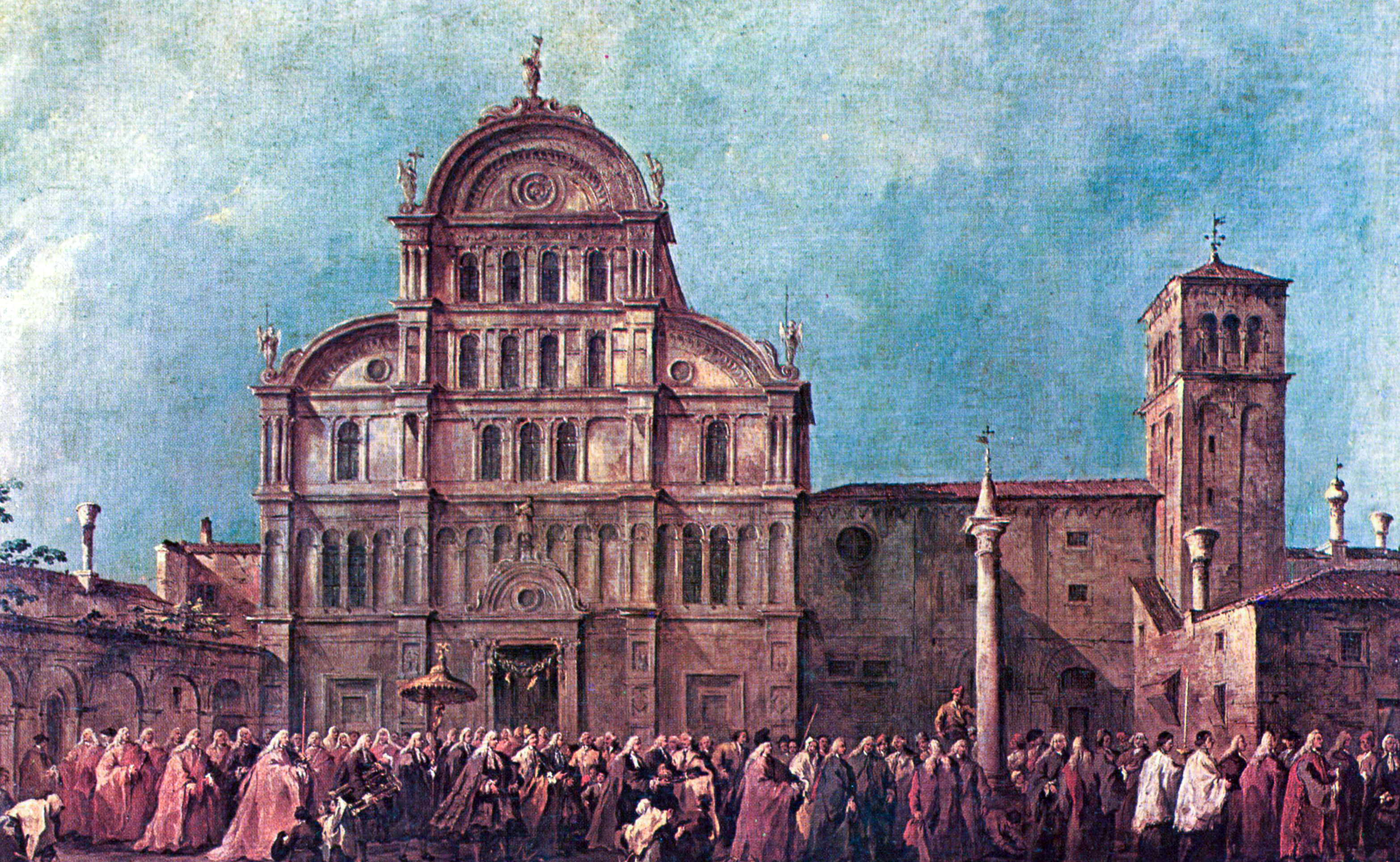
Francesco Guardi, Osterprozession des Dogen nach San Zaccaria, um 1775–80, Öl auf Leinwand, 67 × 98 cm, Louvre

Der große neuere Kirchenbau schließt sich links an einen älteren Vorgängerbau von 1440 an. Die beiden Kirchen stehen aber nicht isoliert nebeneinander, sondern gehen, wie es gelegentlich vorkam, ineinander über. Das linke Seitenschiff der älteren wurde zum rechten der höheren jüngeren Kirche umgestaltet. 
An der um 1458 von Antonio Gambelli begonnenen dekorativen Fassade war bei seinem Tod 1481 nur das an die Chorschranken von Santa Maria Gloriosa dei Frari erinnernde Sockelgeschoss vollendet. Hier enthalten die vegetabilen Rahmen der Tondi Halbfiguren von Propheten. In den letzten zwei Jahrzehnten des 15. Jhs. ab 1483 vollendete Mauro Codussi die Fassade mit einem Giebel wie er ihn schon für San Michele entwickelt hatte. Der Bau ist in seiner heutigen Gestalt eigentlich gotisch - daher die Höhe -, was man außen kaum bemerkt. Das liegt daran, dass das gotische Grundmuster der Fassade von den Renaissance-Motiven der oberen Fassadenhälfte dominiert wird. Auch die Fassadengliederung durch vier Strebepfeiler lässt den Mittelteil höher erscheinen. Eine verwitterte Marmorstatue von Alessandro Vittoria steht über dem Portal. Das dreischiffige Langhaus und der polygonale Chor wurden bereits in der ersten Bauphase angelegt.

## Ausstattung

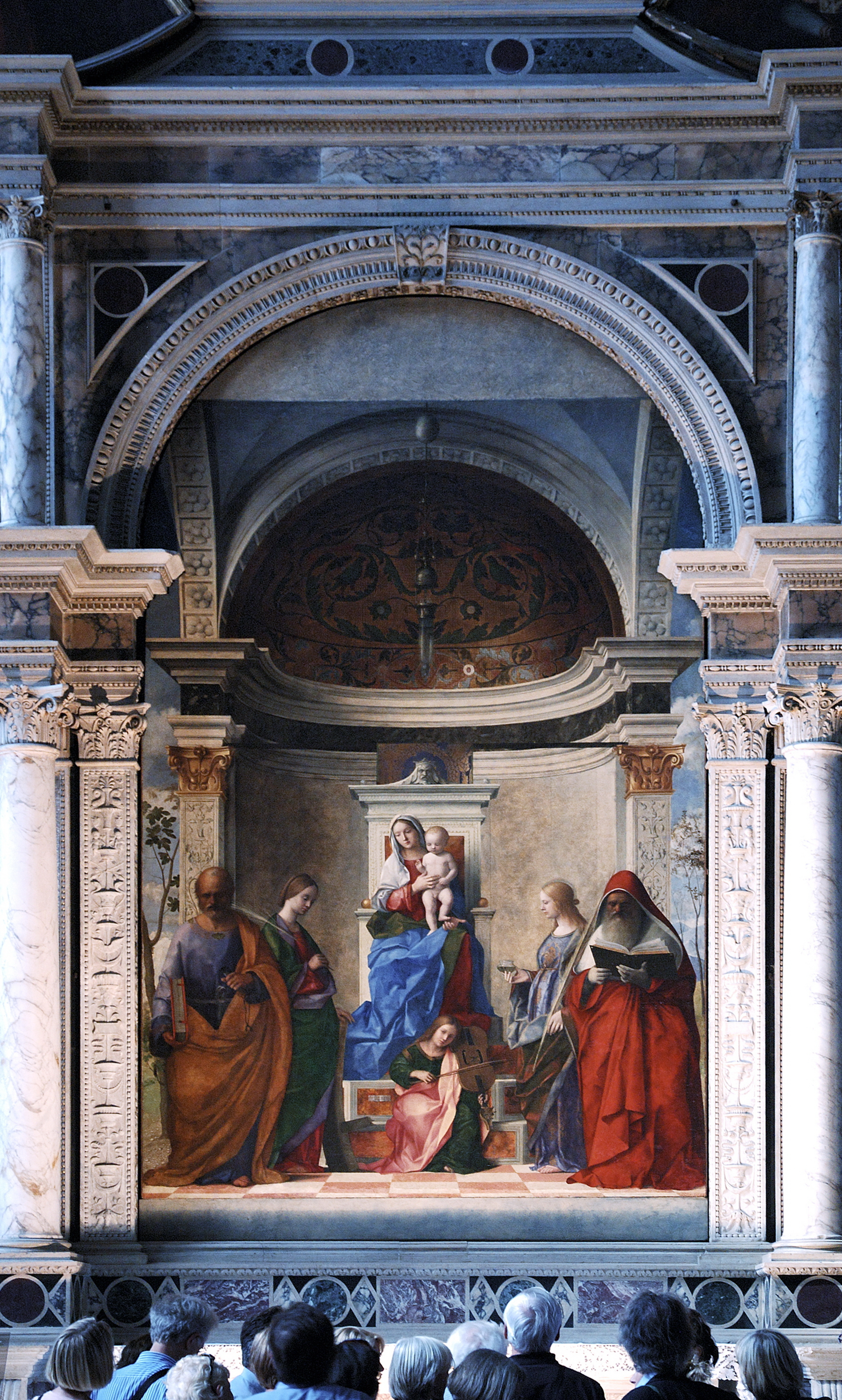
Giovanni Bellini: Sacra Conversazione

### Bellinis Sacra Conversazione
Die Hauptattraktion der Kirche und zugleich ein bedeutendes Renaissance-Gemälde ist Giovanni Bellinis Sacra Conversazione aus dem Jahr 1505 im linken Seitenschiff, das ungefähr zur gleichen Zeit gemalt wurde wie Leonardos Mona Lisa. Giovanni Bellini, ein wichtiger Vertreter der  venezianischen Frührenaissance, ist bekannt für den Gebrauch bis heute anhaltender leuchtender, warmer Farben.
Bellinis Bild zeigt die Kompositionsprinzipien der Renaissancegemälde auf und auch die für die frühe venezianische Malerei typische Verschmelzung der Farben und deren plastische Wirkung im Unterschied zum von Vasari für die Florentiner Malerei herausgestellten „disegno“.

Eines der Hauptprobleme, mit denen sich die Maler der Zeit in Theorie und Praxis auseinandersetzten, war die Darstellung eines plausiblen Raumes auf einer ebenen Fläche mit Hilfe der Zentralperspektive. Man bevorzugt eine klare, übersichtliche Ordnung des Bildes durch deutliche waagerechte und senkrechte Elemente wie beispielsweise die Architektur im Bild oder durch die aufrecht stehenden Personen auf dem betont waagerechten Boden und durch deutlich voneinander geschiedene einzelne Motive.
Die gemalte Architektur ist bei Bellini keine bloße Hintergrundfolie, sondern setzt eigene Gegenakzente zur vorderen Gruppe der Heiligen. Der obere Teil des Bildes greift mit seiner aufwendigen Schilderung einer Nischenarchitektur den tatsächlichen Bildrahmen auf, für den es konzipiert wurde und in dem es sich heute noch befindet. Wenn man genau hinsieht bemerkt man, dass die beiden Pilaster ganz außen und der Überfangbogen nicht gemalt sind. Das ist bereits die Kirchenwand. Das Bild nimmt also direkten Bezug zur Architektur der Kirche.
Das Bild ist streng symmetrisch angelegt: Die Mitte des Bildes ist deutlich durch die auf einem Thron sitzende Maria betont und durch den musizierenden Engel zu ihren Füßen. Die beiden Personengruppen an den Seiten sind symmetrisch angeordnet bis zu der Kopfhaltung der Frauen. Dargestellt sind der Apostel Petrus in den für ihn typischen Farben Gelb und Blau, seinem Schlüssel und einem Buch, der in Rot gekleidete Kirchenvater Hieronymus, hinter ihm die Heilige Lucia von Syrakus mit dem Glas, in dem ihre beiden Augen schwimmen und schließlich die Heilige Katharina mit der Märtyrerpalme und dem Symbol für ihr Martyrium, dem Rad.
Bellini zeigt seine Figuren in großer Ruhe und Gemessenheit, jede ist ein tektonisches Gebilde für sich. Das Bild ist gleichmäßig ausgeleuchtet und die Motive sind sorgfältig über die Bildfläche verteilt – und das ganze in wunderbar leuchtenden Farben. Hier haben wir das klassische venezianische Renaissance-Bild vor uns.

## Literatur

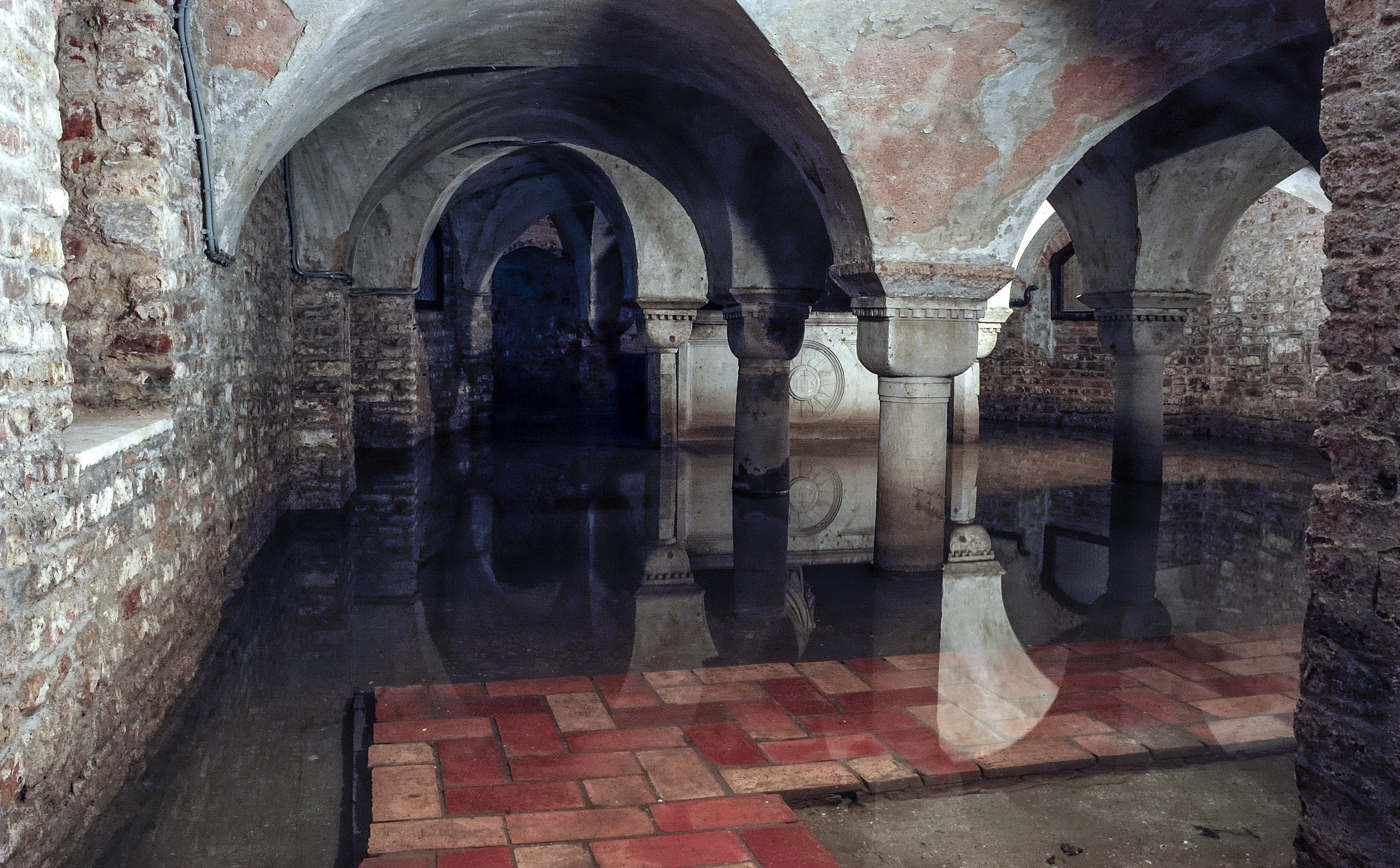
Die Krypta im Jahr 2007. Sie steht wohl dauerhaft unter Wasser.